# Jürgen Schütze
Jürgen Schütze (ur. 3 marca 1951 w Arnsdorfie, zm. 6 września 2000 w Berlinie) – niemiecki kolarz torowy reprezentujący NRD, brązowy medalista olimpijski.

## Kariera
Największy sukces w karierze Jürgen Schütze osiągnął w 1972 roku, kiedy zdobył brązowy medal w wyścigu na 1 km na czas podczas igrzysk olimpijskich w Monachium. W zawodach tych wyprzedzili go jedynie Duńczyk Niels Fredborg oraz Australijczyk Danny Clark. Był to jedyny medal wywalczony przez Schütze na międzynarodowej imprezie tej rangi oraz jego jedyny start olimpijski. Poza igrzyskami czterokrotnie zdobywał medale torowych mistrzostw kraju, w tym dwa złote w swej koronnej konkurencji: w 1972 i 1973 roku. Nigdy nie zdobył medalu na torowych mistrzostwach świata.